# Война Диспенсеров
Война Диспенсеров (англ. Despenser War; 1321—1322) — мятеж английских лордов против короля Эдуарда II и его фаворитов Диспенсеров. Начался в ответ на попытки Хью ле Диспенсера Младшего создать своё территориальное княжество в Валлийской марке и Уэльсе. Мятежники во главе с Томасом Ланкастерским заставили короля изгнать Хью и его отца (1321), но в конце того же года Эдуард возобновил боевые действия. В решающем сражении при Боробридже в марте 1322 года он одержал победу. Томас Ланкастерский был обезглавлен, многие другие лорды тоже были казнены или оказались в тюрьме.

## Предыстория
В 1314 году погиб последний мужчина из аристократического рода Клеров, владевшего обширными владениями в Валлийской марке. Его наследство теперь подлежало разделу между тремя сёстрами — жёнами Хью ле Диспенсера, Хью де Одли и Роджера Дамори. Диспенсер стал к 1318 году ближайшим другом короля Эдуарда II и, по данным многих источников, даже его любовником. Благосклонность монарха Хью решил использовать для создания собственного территориального княжества в Валлийской марке: теперь он претендовал на оставшиеся две трети наследства Клеров и на соседние владения. Врагами Диспенсера в этой ситуации стали его свояки, Одли и Дамори, а также самые могущественные бароны Марки — Хамфри де Богун, 4-й граф Херефорд, и Роджер Мортимер, 3-й барон Вигмор, — и лорды помельче. Возглавил эту коалицию старый противник Эдуарда граф Томас Ланкастерский. По словам хрониста, «сэр Хью и его отец хотели возвыситься над всеми рыцарями и баронами Англии», а потому по отношению к ним возникли «ярая ненависть и недовольство», так что для начала гражданской войны нужен был только повод.
Таким поводом стала передача Диспенсеру в 1320 году полуострова Гауэр в Гламоргане, предварительно конфискованного у Джона Моубрея. Это стало грубым нарушением обычаев Марки, в соответствии с которыми переходили от семьи к семье земельные владения. Моубрей тут же заключил союз с Одли, Дамори и Мортимером и получил обещание поддержки от Ланкастера. Встретившись 27 февраля 1321 года, союзники решили собрать войска и двинуть их в земли Диспенсеров в Южном Уэльсе, чтобы потом заставить Эдуарда выслать фаворитов из страны. Король и Хью Младший узнали об этих планах в марте и отправились на запад, надеясь, что посредничество умеренно настроенного Эмара де Валенса, графа Пембрука, предотвратит эскалацию конфликта. На этот раз, однако, Пембрук отказался вмешиваться. Безоговорочная поддержка Эдуардом своего фаворита заставила большинство баронов Марки и многих других лордов примкнуть к мятежу против короны. Мятежники проигнорировали вызов на суд парламента, король в ответ конфисковал земли Одли, а в мае начались боевые действия.

## Война
Бароны вторглись в земли Диспенсеров, где заняли Ньюпорт, Кардифф и Кайрфилли. Затем они разграбили Гламорган и Глостершир, в Понтефракте встретились с Ланкастером и организовали сессию «частного парламента», в ходе которой был заключён формальный союз. Позже собрание баронов и представителей Церкви осудило Диспенсеров за нарушение ордонансов. В июле мятежники во главе с Мортимером подошли к Лондону и потребовали от короля изгнать Диспенсеров, обвиняя их в узурпации высшей власти. Бароны открыто заявили, что в случае отказа свергнут Эдуарда. Тот был вынужден подписать указы о высылке фаворитов, о конфискации их владений и о прощении лордов Марки за мятеж (19—20 августа 1321 года).
Сразу после поражения Эдуард начал готовиться к мести. С помощью Пембрука он собрал коалицию, в которую вошли его единокровные братья, несколько графов и епископов, и приготовился к новой войне. Король начал с влиятельного кентского барона Бартоломью де Бэдлсмира, участвовавшего в мятеже: королева Изабелла направилась (предположительно по поручению мужа) в Кентербери, а в пути приблизилась к крепости Бартоломью, замку Лидс, чтобы попросить там пристанище на ночь. Барона в замке не было, а его жена ожидаемо отказалась впустить королеву, боясь её внушительного эскорта и видя, что Изабелла почему-то отклонилась от традиционного маршрута между Кентербери и Лондоном. Люди баронессы даже убили нескольких сопровождающих королевы, и Эдуард получил законный повод, чтобы взяться за оружие. Лидс был осаждён. Мортимер и Херефорд двинулись было ему на помощь, но Ланкастер, личный враг Бэдлсмира, отказался их поддержать, и они остановились на полпути. Короля поддержали братья, графы Суррей, Арундел, Пембрук и Ричмонд, так что под Лидсом собралась 30-тысячная армия. В целом общественное мнение оказалось на стороне короны, так как Изабеллу любили. 31 октября 1321 года Лидс капитулировал. Баронессу и её детей отправили в Тауэр.
Это была первая военная победа Эдуарда II. Теперь он был готов расправляться со своими врагами и их близкими самым жестоким образом, без суда. В декабре король двинул армию в Валлийскую марку. Организованного сопротивления он не встретил; Роджер Мортимер и его дядя, барон Чирк, сдались королю и были закованы в цепи, а их владения были конфискованы. Та же судьба постигла земли Богунов, Дамори, Одли и барона Беркли. Последний тоже оказался в тюрьме. Граф Херефорд бежал на север, к Ланкастеру, который вёл переговоры о союзе с Робертом Брюсом. В марте туда же двинулся и король. В пути в плен к нему попал Роджер Дамори, который был приговорён к смерти, тут же получил помилование «из-за того, что король сильно любил его», но умер от раны спустя три дня. Войска Ланкастера потерпели поражение сначала 10 марта при Бертон-Бридже, потом 16 марта в битве при Боробридже (здесь погиб граф Херефорд). Ланкастер сдался, трибунал в Понтефракте признал его виновным в измене и приговорил к смерти. 22 марта графу отрубили голову, причём историки отмечают: это была первая в Англии казнь аристократа за измену со времён Вильгельма Завоевателя.
Эдуард наказал мятежников через систему специальных судов по всей стране: судьям заранее сообщалось, какие приговоры выносить обвиняемым, причём последним не позволялось выступать в свою защиту. Одних казнили, других отправляли в тюрьму или штрафовали; земли изымались, а выжившие родственники брались под стражу. Казнены были несколько десятков человек, в том числе бароны Бэдлсмир и Клиффорд. Тела казнённых разрубались на четыре части и выставлялись на всеобщее обозрение в течение двух лет. Граф Пембрук, к которому Эдуард потерял доверие, был арестован и выпущен только после того, как объявил всё своё имущество залогом собственной верности. До конца своих дней должны были находиться в тюрьме двое Мортимеров, дядя и племянник (их приговорили к смерти, но король заменил казнь на пожизненное заключение). Дочери последнего были разосланы по монастырям, в заточении оказались сыновья графа Херефорда, вдова и тёща Ланкастера. Эдуард смог вознаградить своих верных сторонников, особенно семью Диспенсеров, конфискованными поместьями и новыми титулами. Штрафы и конфискации обогатили Эдуарда: за несколько первых месяцев он получил более 15 тысяч фунтов, а к 1326 году в его казне было 62 тысячи фунтов.
Автор «Жизнеописания Эдуарда II» так пишет о ситуации в Англии в 1322 году:

О несчастье! Тяжко видеть людей, столь недавно одетых в пурпур и тонкое полотно, в лохмотьях, в цепях, в заточении. Жестокость короля так возросла, что никто, даже из самых великих и мудрых, не осмеливается перечить его воле. Знать королевства устрашена угрозами и карами. Воле короля более нет препон. Посему ныне сила побеждает разум, ибо любое желание короля, даже неразумное, обретает силу закона.
— Уэйр Э. Французская волчица — королева Англии. Изабелла. М., 2010. С. 209.